# کولوگورا
کولوگورا (به لاتین: Kulogora) یک منطقهٔ مسکونی در روسیه است که در استان آرخانگلسک واقع شده‌است.